# Sturmgeschütz IV
Sturmgeschütz IV(StuG-IV)(Sd.Kfz.167) là một loại pháo tự hành xung kích phục vụ cho lực lượng Đức Quốc xã trong thế chiến II.

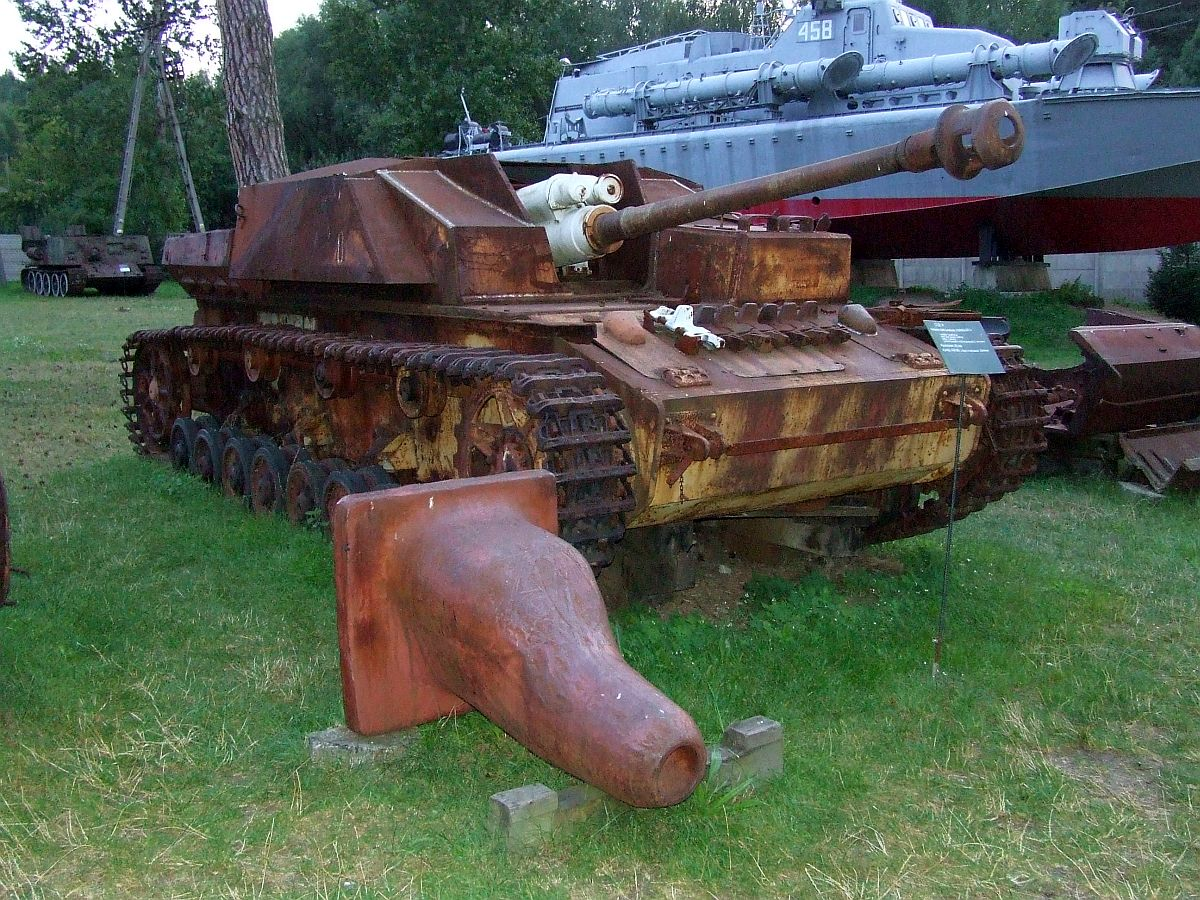
StuG-IV tại bảo tàng Orła Białego

## Phát triển
Dự án phát triển StuG-IV được Krupp nghĩ đến vào năm 1943 sau khi thấy được thành công của StuG-III trên chiến trường. Ban đầu, Krupp định sử dụng khung tăng Panzerkampfwagen III, nhưng về sau Krupp quyết định sử dụng khung tăng Panzerkampfwagen IV, với một chút thay đổi về kết cấu và thiết kế so với phiên bản StuG-III.
- Lần đầu: dự án phát triển StuG-IV được thực hiện lần đầu tiên vào tháng 2/1943, khi Krupp quyết định xem qua khung tăng số W1468, khung tăng StuG-III Ausf.F và Panzer-IV. Với việc lắp ráp hai khung tăng trên, trọng lượng của StuG-IV sẽ tăng lên 28,26 tấn. Nhưng Krupp lại bỏ giữa chừng vì nếu lắp khung tăng này thì trọng lượng StuG-IV sẽ quá nặng. Dự án bị đình trệ đến tận tháng 8/1943.
- Tái hoạt động: đến ngày 19/8/1943, tập đoàn Krupp nhận lệnh từ Hitler về việc sản xuất một mẫu mới để thay thế hoặc bổ trợ cho pháo tự hành xung kích StuG-III (vì thất bại tại trận Kursk). Dự án này lại thêm một lần nữa được tái nghiên cứu. Theo như lệnh Hitler thì pháo tự hành StuG-IV phải được lắp khung tăng Panzer-IV hoặc StuG-III Ausf.F và được trang bị pháo 7.5 cm L/70 (khẩu pháo dùng cho xe tăng Panther). Nhưng một phiên bản StuG-IV do hãng Vomag lại có chế tạo khác. StuG-IV phiên bản này lại được lắp khung tăng Panzerjager IV và được trang bị pháo 7.5 cm L/48. Tuy nhiên phiên bản StuG-IV của Vomag lại có pháo chính tương đối thua kém so với pháo chính của lực lượng pháo tự hành Xô-Viết, vì thế bản StuG-IV này đã kết hợp cả hai, vừa sử dụng khung tăng Panzerjager IV và trang bị pháo 7.5 cm L/70.
- Đi vào hoạt động: tháng 11/1943, dự án sản xuất StuG-IV được chuyển qua cho tập đoàn Alkett-vốn là trụ sở chính sản xuất pháo tự hành xung kích StuG-III. Nhưng tập đoàn Alkett không đồng ý với lý do là các chi nhánh của tập đoàn thường xuyên bị máy bay của Đồng Minh ném bom. Chỉ khi chỉ thị của Hitler về việc tập đoàn Alkett phải tham gia sản xuất thì tập đoàn này mới chịu nhận. Theo bản thiết kế StuG-IV riêng của Alkett thì StuG-IV được lắp trên khung tăng Panzer-IV và trang bị pháo 7.5 cm L/48 như cũ. Theo như phiên bản này thì trọng lượng của StuG là 23.000 kg, nhẹ hơn StuG-III Ausf.G khoảng 900 kg. Vào tháng 12/1943, Hitler chính thức ký lệnh sản xuất StuG-IV và bắt đầu tung nó ra chiến trường.

Từ tháng 12/1943 tới tháng 5/1945, Alkett đã sản xuất được tổng cộng 1108 chiếc StuG-IV. So với hơn 9000 chiếc StuG-III được sản xuất, StuG-IV có vẻ thua kém hơn về số lượng (vì chúng chỉ được bắt đầu sản xuất vào năm 1944), mặc dù trong giai đoạn này StuG-IV thể hiện vai trò của mình rất tốt trên chiến trường. Nó được xem là một loại pháo tự hành hiệu quả trong cả nhiệm vụ hỗ trợ bộ binh xung kích và nhiệm vụ chống tăng.

## Những chiếc còn sót lại
Hiện tại còn lại khoảng hai chiếc StuG-IV và cả hai đều được trưng bày tại các bảo tàng ở Ba Lan.Hai bảo tàng còn giữ StuG-IV là:
- Bảo tàng Im Orla Bialego-hiện còn giữ thân pháo tự hành StuG-IV và một biến thể của pháo tự hành StuG-III.
- Bảo tàng thiết giáp tại Poznań-hiện còn giữ một chiếc StuG-IV còn nguyên vẹn trong điều kiện có thể hoạt động được.